# Myrmarachne nigella
Myrmarachne nigella este o specie de păianjeni din genul Myrmarachne, familia Salticidae, descrisă de Simon, 1901. Conform Catalogue of Life specia Myrmarachne nigella nu are subspecii cunoscute.